# Čirinkotan

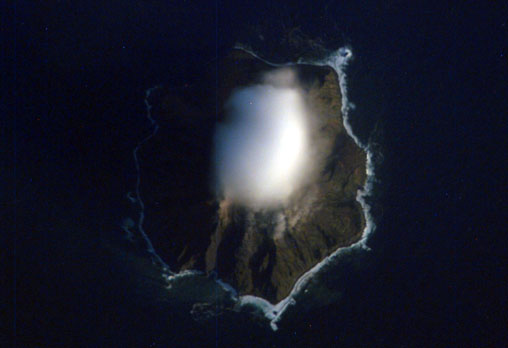
Satelitní snímek ostrova Čirinkotan

Čirinkotan (japonsky: 越渇磨島, Čirinkotan-tó; rusky: Остров Чиринкотан) je velmi malý ostrov s rozlohou pouze 6 km². Stejně jako velké množství dalších ostrovů Kurilského souostroví jde o vrchol podmořské hory, která ční nad hladinu do výše 724 m n. m. Čirinkotan je součástí severní skupiny a leží 25 km od ostrova Ekarma.
Bažinatému ostrovu dominují dva kuželovité vrcholy a 1 km široký kráter, hluboký od 300 do 400 metrů.